# Rudolf de Mepsche
Rudolf de Mepsche (ook genoemd: De Mepsche van Faan) (gedoopt 15 maart 1695 - Wedderborg, december 1754) was een Groninger jonker. Hij was heer van Faan en later ook drost van Westerwolde. Hij is vooral bekend geworden vanwege de aanklachten wegens sodomie tegen een grote groep mannen in zijn rechtsgebied.

## Achtergrond
De Mepsche stamde uit een geslacht dat zowel in Groningen als in Drenthe tot de aanzienlijkste families behoorde. Oorspronkelijk kwam de familie uit Borger, maar zij had zich in de vijftiende eeuw in Groningen gevestigd. Een van de voorvaderen van Rudolf, Johan de Mepsche, had in de beginjaren van de Tachtigjarige Oorlog een bedenkelijke faam verworven als ketterjager.
Rudolf de Mepsche trouwde in 1718 met Susanna Elijsabeth Alberda, een dochter van jonker Onno Tamminga van Alberda en Josina Petronella Clant.
Groningen kende geen adel. In de Ommelanden ontwikkelde zich wel een klasse van jonkers: de elite die onderling de ambten en de daaraan verbonden revenuen verdeelde. Om tot een bepaald ambt verkozen te worden, diende men de stemmen te krijgen van de eigenerfden. Oorspronkelijk waren dat ook daadwerkelijk boeren met een eigen stee, maar in de loop van de tijd was dat systeem ernstig gecorrumpeerd. Om stemmen te verwerven kon een heer door middel van leningen een keuterboer de mogelijkheid bieden om formeel een 'vrije' boer te worden en zo een extra stem verwerven. In de zeventiende en achttiende eeuw was dat een gangbare praktijk.
Rudolf de Mepsche verkreeg door erfenis de borgen Bijma en Bloemersma in het Westerkwartier. De 'macht' in die streek lag tot dan toe voornamelijk bij het geslacht Clant, gevestigd op de Hanckemaborg bij Zuidhorn. Door de familie Clant werd Rudolf gezien als een ongewenste indringer.

## Sodomie

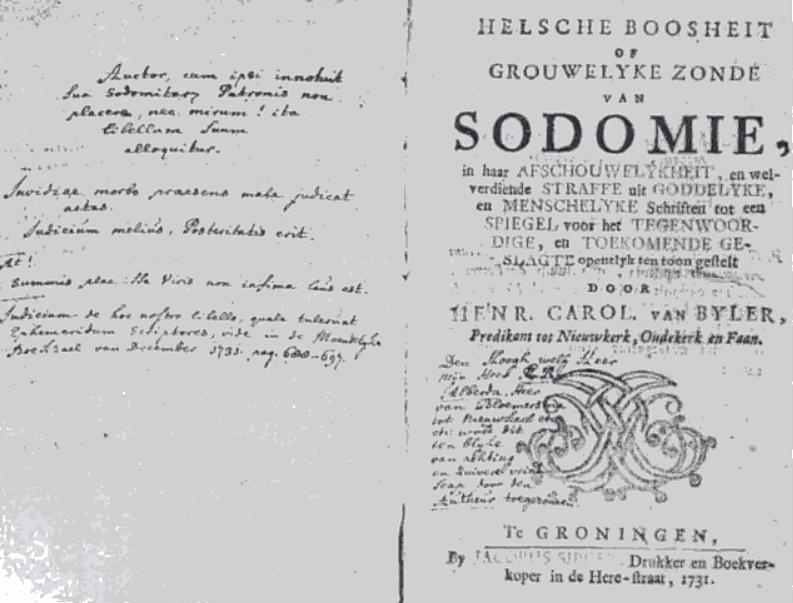
Het pamflet 'Helsche Boosheit of grouwelyke zonde van Sodomie' van dominee Bijler

In 1730 vonden in Utrecht een aantal arrestaties plaats wegens sodomie. Dit was aanleiding tot veel rumoer, waarbij aangemerkt moet worden dat sodomie in de Calvinistische leer van die tijd als zeer verwerpelijk werd gezien. Overigens bestond er geen eenduidige definitie van wat als sodomie betiteld moest worden.
De dominee van Faan, Niekerk en Oldekerk in die tijd, Henricus Carolinus van Bijler, liet zich niet onbetuigd in het debat. Hij schreef een pamflet: 'Helsche Boosheit of grouwelyke zonde van Sodomie' dat door De Mepsche nauwgezet werd gelezen.
Het is niet zeker of De Mepsche handelde uit overtuiging dan wel uit berekening; feit is wel dat hij vervolgens overging tot het arresteren van een grote groep mannen die hij verdacht van sodomie. Daaronder bevonden zich enkele mannen die bekendstonden als aanhangers van Clant.
Omdat De Mepsche grietman was voor de streek, stond Clant echter machteloos. Hij moest lijdzaam toezien hoe De Mepsche op barbaarse wijze de mannen vervolgde en via afgedwongen bekentenissen ook tot zeer veel veroordelingen kwam. Tegen die veroordelingen stond geen hoger beroep open. Uiteindelijk werden 22 mensen ter dood veroordeeld. Een van deze 22 was al tijdens de verhoren op de pijnbank bezweken, maar werd nog wel postuum veroordeeld en net als de anderen door wurging om het leven gebracht tijdens een openbare executie in Zuidhorn. Alle 22 lijken werden vervolgens opgehangen en oneervol verbrand in plaats van begraven. De jongste gewurgde jongen was slechts vijftien jaar oud. Daarnaast werden twee veertienjarige jongens als minderjarig beschouwd, maar wel schuldig bevonden; ze moesten de executies aanzien en verdwenen voor de rest van hun leven in tuchthuizen.
De vraag in hoeverre er sprake was van een wijdverbreide praktijk van sodomie of homoseksualiteit valt aan de hand van het proces niet te beantwoorden. De waarde van de bekentenissen is gezien de toegepaste dwangmiddelen uiteraard gering.

## Nasleep
Het was in de achttiende eeuw gebruikelijk dat de kosten van een procedure voor rekening van de veroordeelden kwamen; bij een doodvonnis voor rekening van de erfgenamen. Het optreden van De Mepsche had echter tot zeer veel protest geleid. Zijn politieke tegenstanders maakten daarvan gebruik door bezwaren in te dienen bij de Landdag in Groningen. Zij wisten die procedure dusdanig te rekken dat De Mepsche financieel in de problemen kwam en uiteindelijk failliet ging.
De Mepsche werd van de ondergang gered door Willem IV. Rudolf had als een van de weinigen in Groningen uitdrukkelijk de Oranjepartij gekozen. Toen Willem IV in 1748 tot stadhouder werd verheven, werd De Mepsche beloond met het drostambt van Westerwolde. De Mepsche stierf op de Wedderborg in 1754 en werd begraven in de Martinikerk in Groningen.
De sodomieaffaire heeft een diepe indruk achtergelaten op de bevolking van het Westerkwartier. De verhalen rond de wandaden doen nog tot vandaag de ronde.